# 14-та армія (СРСР)

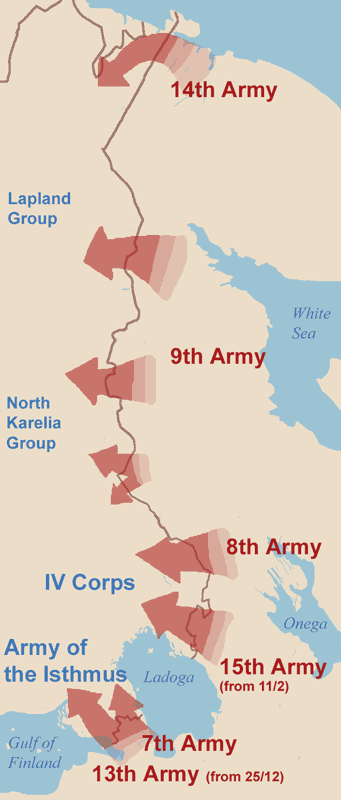
Радянський план ведення війни проти Фінляндії.

Чотирна́дцята а́рмія (14 А) — загальновійськова армія у складі Збройних сил СРСР з жовтня 1939 по 1993.

## Командування
- Командувачі:
  - генерал-лейтенант Фролов В. О. (25 жовтня 1939 — 30 серпня 1941)
  - генерал-майор Панін Р. І. (30 серпня 1941 — 27 березня 1942)
  - генерал-майор, з 28 квітня 1943 року генерал-лейтенант, Щербаков В. І. (28 березня 1942 — 9 липня 1945)